# Smrdeči korenovec
Smrdeči korenovec (znanstveno ime Gymnopus foetidus) je gliva iz rodu korenovcev (Gymnopus).

## Značilnosti
Klobuk ima v premeru do 1 do 2,5 cm. Sprva je zvonasto izbočen, nato razširjen in na sredini rahlo vbočen, tanek, skoraj opnast in hrapav. Je rdečkasto rjave barve, ki se spreminja odvisno od vlažnosti. Rob je precej tanek, skoraj vedno naguban in opazno črtast.
Lističi so precej redki in ozki, najprej se prirasli na bet, kasneje pa se po njemu kratko spuščajo. Ima precej vmesnih lističev. Proti robu klobuka so nekateri viličasto razcepljeni. V mladosti so svetlejši, kasneje postanejo krem rjavi ali rdečkasto rjavi s svetlejšo ostrinko.
Bet je visok od 1 do 3 cm in debel od 1 do 2 mm. Je valjast, votel, trd in se od klobuka proti dnišču tanjša. Temno rjave barve, ki proti dnišču postane skoraj črna.
Meso je tanko, membranasto in žilavo, v klobuku svetlo rjavo, v betu pa od klobuka navzdol temnejše, pri dnu skoraj črno rjavo. Ima neprijeten vonj in okus po plesni.

## Razširjenost in življenjski prostor
Razširjen je po vsemu svetu. Raste spomladi, poleti in jeseni, v skupinah, kot saprofit na večjih lesnih ostankih različnih listavcev, predvsem bukve.

## Mikroskopske značilnosti
Trosni odtis je bele barve. Trosi so elipsaste z zoženimi konci in merijo 7,2–10 x 4–5 μm.

## Podobne vrste
- zeljarski korenovec (Gymnopus brassicolens) ima vonj po kislem zelju, bolj goste lističe in nima tako črtastega roba klobuka

## Uporabnost
Neužiten.